# Качалуба Михайло Олексійович
Михайло Олексійович Качалуба (7 листопада 1908, Романове Село, нині Тернопільського району Тернопільської області — 7 квітня 1993, Лозанна, Швейцарія) — український поет, прозаїк, лікар, громадський діяч. Член ПЕН-клубу, доктор медицини.

## Біографія
Народився 7 листопада 1908 року в с. Романове Село Збаразького повіту, Королівство Галичини та Володимирії, Австро-Угорщина, нині Тернопільського району Тернопільської області, Україна).
1929 року закінчив Тернопільську українську гімназію. Студіював медицину в Женеві (1937 року закінчив медичний факультет місцевого університету, здобув ступінь доктора медицини). Потім переїхав із дружиною до Закарпаття (тоді в складі Чехословаччини), де з грудня 1938 по березень 1939 року працював лікарем у містечку Великий Березний. 1939 року переїхав до Словаччини, працював лікарем в Українській торговій академії (Братислава), державним окружним лікарем у містечку Дольний Кубін. Під час Словацького національного повстання в серпні 1944 року допомагав партизанам.
Зазнав переслідувань у повоєнний час: весною 1945 року заарештований радянською військовою контррозвідкою, 1953 — органами держбезпеки Чехо-Словаччини за зв'язки з УПА, релігійну агітацію, також нібито шпигував на користь Швейцарії, але через рік був звільнений. Від 1958 року працював лікарем-фтизіатром у м-ку Дольний Кубін, від 1962-го — головний лікар протитуберкульозного диспансеру в м. Кошиці, де за його ініціативою заснували філію Культурного союзу українських трудящих, також українські клуб, бібліотеку і читальню, співочий гурток.
Знову повернувся до Швейцарії, де працював лікарем від 1968 року. Друкувався в журналах «Дукля», «Нове життя», «Дружно вперед».
Помер 7 квітня 1993 року в м. Лозанна.

## Творчість
Автор поетичних збірок «Польові дзвіночки», «Бульварами серця» (1971), «Вільним крилом» (1972), «Наш талант» (1975), «Відлуння моєї душі» (1980), «На струнах серця» (1988); збірки для дітей «Тріпотіння крилят» (1978), «Осінні вітри» (1990). Окремими книгами вийшли також його поеми «Одна з доріг» (1984), «Помпеї» (1986).
Видав чотири книги спогадів «З моєї Одіссеї» (1983—1987).
Окремі видання:
- Качалуба М. Бульварами серця. Поезії. — Париж, 1971. — 70 с.
- Качалуба М. З моєї Одіссеї. Спогади з дитячих і юнацьких років. — Буенос-Айрес, 1983. — 132 с.
- Качалуба М. Відлуння душі моєї. Поезії. — Шерне — Париж : Накладом автора, 1980. — 148 с.
- Качалуба М. Вільним крилом. — Париж, 1972. — 54 с.
- Качалуба М. Муза і стетоскоп. — Пряшів, 2008. — 318 с.
- Качалуба М. Наш талант. — Париж: Б. в., 1975.
- Качалуба М. На струнах серця. Поезії. — Буенос-Айрес : Вид-во Ю. Середяка, 1988. — 129 с.
- Качалуба М. Тріпотіння крилят. Поезії. — Монтрей : Накладом автора, 1978. — 66 с.
- Качалуба М. Між двома стенокардіями. Поезії. — Тернопіль, 1998.